# Турмеке
Турмеке (исп. Turmequé) — город и муниципалитет в центральной части Колумбии, на территории департамента Бояка. Входит в состав провинции Маркес.

## История
Поселение, из которого позднее вырос город, было основано в 1537 году.

## Географическое положение

Муниципалитет Турмеке

Город расположен на юго-западе центральной части департамента, в гористой местности Восточной Кордильеры, на расстоянии приблизительно 22 километров к юго-западу от города Тунха, административного центра департамента. Абсолютная высота — 2385 метров над уровнем моря.
Муниципалитет Турмеке граничит на севере и северо-западе с территорией муниципалитета Вентакемада, на северо-востоке — с муниципалитетом Нуэво-Колон, на юго-востоке — с муниципалитетом Умбита, на юго-западе — с территорией департамента Кундинамарка. Площадь муниципалитета составляет 106 км².

## Население
По данным Национального административного департамента статистики Колумбии, совокупная численность населения города и муниципалитета в 2015 году составляла 6182 человека.
Динамика численности населения муниципалитета по годам:
| 2005 | 2006 | 2007 | 2008 | 2009 | 2010 | 2011 | 2012 | 2013 | 2014 | 2015 |
| ---- | ---- | ---- | ---- | ---- | ---- | ---- | ---- | ---- | ---- | ---- |
| 7582 | 7436 | 7304 | 7159 | 7016 | 6881 | 6741 | 6598 | 6454 | 6322 | 6182 |

Согласно данным переписи 2005 года мужчины составляли 50,4 % от населения Турмеке, женщины — соответственно 49,6 %. В расовом отношении белые и метисы составляли 99,97 % от населения города; негры, мулаты и райсальцы — 0,03 %.
Уровень грамотности среди всего населения составлял 86,4 %.

## Экономика
68,6 % от общего числа городских и муниципальных предприятий составляют предприятия торговой сферы, 17,7 % — предприятия сферы обслуживания, 10,1 % — промышленные предприятия, 3,6 % — предприятия иных отраслей экономики.